# آلاتنا (آلاسکا)
آلاتنا (به انگلیسی: Alatna) شهرکی در ناحیه سرشماری یوکان-کویوکوک، آلاسکا ایالت آلاسکا است که جمعیت آن در سرشماری سال ۲۰۰۰ میلادی ۳۵ نفر بوده‌است.